# Petrosaspongia
Petrosaspongia é um gênero de esponja marinha da família Thorectidae.

## Espécies
- Petrosaspongia nigra Bergquist, 1995
- Petrosaspongia pharmamari Uriz & Cebrian, 2006